# Cristina Sodré
Cristina Sodré (, 3 de fevereiro de 1973), é uma política brasileira. Em 2012, foi eleita prefeita da cidade de Brotas de Macaúbas, no estado da Bahia, para mandato de 2013 a 2016. É filiada ao Partido Progressista (PP).
Em agosto de 2015, Cristina foi multada em 7 mil reais pelo Tribunal de Contas dos Municípios do Estado da Bahia, e foi denunciada ao Ministério Público Estadual pela contratação irregular de motoristas, como prestadores de serviços.